# 七ツ小屋山
七ツ小屋山 （ななつごややま）は、新潟県南魚沼郡湯沢町と群馬県利根郡みなかみ町に位置する山で、標高1,674.7メートルである。「ぐんま県境稜線トレイル」谷川岳・ 馬蹄形縦走コースにもなっている。

## 登山ルート
- 旭原登山口駐車場～シシゴヤの頭 ～山頂で、約4時間。
- 旭原登山口駐車場～大源太山～山頂で、約4時間。
- 茂倉新道登山口～蓬峠～山頂で、約4時間。
- 土合駅～一ノ倉沢出合～白樺避難小屋～蓬ヒュッテ～山頂で、約5時間。

## 周辺の山々
- 朝日岳・笠ヶ岳・白毛門
- 武能岳・茂倉岳・一ノ倉岳・谷川岳・万太郎山・仙ノ倉山・平標山
- 三国山

## 河川
- 湯檜曽川
- 大源太川

## アクセス

### 旭原登山口駐車場
- 車:関越自動車道湯沢インターチェンジより、旭原登山口駐車場（10台:無料）まで約20分。
- バス:上越新幹線越後湯沢駅から南越後観光バスで旭原バス停まで約20分、旭原登山口まで徒歩約60分。

### 茂倉新道登山口
- 車:関越自動車道湯沢インターチェンジより、茂倉新道登山口（100台:無料）まで約30分。
- 電車:上越線土樽駅より、蓬新道登山口まで徒歩約50分。

### 土合口登山口
- 車:関越自動車道水上インターチェンジより、国道291号で土合橋駐車場（50台:無料）まで約20分。
- 電車:上越線土合駅から徒歩約20分。
- バス:上越新幹線上毛高原駅より、関越交通で約45分。水上駅より約25分[3]。